# Регионален федерален съд на Шести регион
Регионален федерален съд на Шести регион (на португалски: Tribunal Regional Federal da 6ª Região, TRF6) с официално седалище в Бело Оризонте е едно от шестте регионални федерални съдилища в Бразилия – второинстанционен съд на федералното правосъдие в Бразилия, чиято юрисдикция се разпростира върху територията на щата Минас Жераис. Състои се от 18 съдии, наричани федерални десембаргадори.

## История
Федералният регионален съд на Шести регион е създаден със закон 14.226 на Националния конгрес от 20 октомври 2021 г. по инициатива на Висшия съд на Бразилия и е открит на официална церемония в Бело Оризонте на 19 август 2022 г. в присъствието на тогавашния бразилски президент Жаир Болсонаро.
Новият регионален федерален съд придобива юрисдикция върху територията на щата Минас Жетаис, който дотогава се намира в юрисдикцията на Регионалния федерален съд на Първи регион. Отделянето на Минас Жераис в нов съдебен регион на федералното правосъдие и създаването на новия регионален съд целят да облекчат работата на Регионалния федерален съд на Първи регион, в който една трета от разглежданите дотогава дела произхождат от щата Минас Жераис. Първи опит за такова отделяне на Минас Жераис от съдебната юрисдикция на Регионалния федерален съд на Първи региона е направен през 2013 г., когато конституционна поправка учредява четири нови регионални федерални съдилища, като територията на Минас Жераис е трябвало да формира юрисдикцята на предвидения тогава Регионален федерален съд на Седми регион. Конституционната поправка обаче така и не влиза в сила, тъй като е суспендирана от Върховния федерален съд на Бразилия, който запазва предишното статукво.

## Състав и структура
Регионалният федерален съд на Шести регион се състои от осемнадесет федерални съдии, наричани федералнни десембаргадори, от които се сформират основните функционални органи на съда: Пленумът, Административният съвет, съдебните състави и специализираните секции на съда. Като цяло десембаргаротите са групирани в четири специалиирани съдебни състава (турми). Всеки специализиран състав се състои от по четирима съдии и може да разглежда дела, касаещи определена правна материя. От своя страна съдебните състави се групират в две специализирани съдебни секции:
I специализирана секция – обединява 1 и 2 съдебен състав, разглеждащи дела, касаещи социални помощи и социално-осигурителни отношения по Главната схема за социално осигуряване и Схемата за социално осигуряване на държавните служители, наказателни дела от общ характер, делата, касаещи режима на държавната служба - гражданска и военна, - административните дела и обществените поръчки;
II специализирана секция – обединява 3 и 4 съдебен състав, в чиято компетенция попадат делата, касаещи данъчни, финансови, професионални и други въпроси от сферата на административното, гражданското и търговското право, в това число дела, касаещи гражданството и натурализацията, екологичното право, наследственото право, вещното право, образованието, индустриалната собственост и т.н.
Пленумът е най-важният ръководен и функционален орган на Регионалния съд, който се състои от всички съдии. Изпълнява съдебни и административно-контролни функции. Сред основните съдебни функции на пленума са да съди федерални магистрати от първа инстанция, включително съдии от военните и трудовите съдилища, както и членове на Прокуратурата на Съюза, работещи в територията под негова юрисдикция. Той разглежда спорове за компетенция между съдебните секции и състави. Пленумът осъществява и дифузен контрол за конституционност, като се произнася по обвинения в противоконституционност на закони и актове на властта, оспорени в рамките на делата, разглеждани от съставите и секциите на съда. Пленумът на Регионалния съд избира председателя и заместник-председателя на съда; избира членовете на съда, които да попълнят квотата му в Регионалния електорален съд; избира членове на съда, които да бъдат повишавани и награждавани по заслуги; разрешава провеждане на конкурси за федерални десембаргадори и федерални съдии от първоинстанционните съдилища; изменя Вътрешния правилник за дейността на Регионалния съд, разглежда жалби срещу решенията на Административния съвет.
Административният съвет е постоянен орган на Регионалния съд, който се състои от председателя, заметсник-председателя, главния координатор на проектите, двамата най-възрастни членове на съда и още двама негови членове, избирани от Пленума и сменящи се на ротационен принцип. Основната задача на Административния съвет е да установява норми за финансово-административен контрол върху дейността на Регионалния съд. Той изготвя планове и програми за контрол и повишаване на качеството на административните дейности и услуги както в Съда, така и в първоинстанционните федерални съдилища под негова юрисдикция и т.н. Има правомощия да предлага законодателни инициативи за промяна на броя на членовете на Регионалния съд и промени в броя на съдебните окръзи и първоинстанционни федерални съдилища в рамките на неговата юрисдикция.